# Every Breaking Wave
"Every Breaking Wave" é uma canção da banda de rock irlandesa U2. É a segunda faixa como também o segundo single do Songs of Innocence (2014), lançada em 9 de dezembro de 2014. Foi produzida por Danger Mouse e Ryan Tedder, com produção adicional de Declan Gaffney.

## Escrita e gravação
"Every Breaking Wave" foi originalmente destinada a ser incluída no álbum de No Line on the Horizon (2009). Em um artigo que inspecionava o álbum várias semanas antes do lançamento, a revista Rolling Stone disse que a canção era um "inchaço da música pop-soul, com brilhantes sons sintetizadores influenciados pela banda britânica Orchestral Manoeuvres in the Dark". No entanto, a canção finalmente ficou fora do álbum, para o desapontamento de alguns membros do grupo da banda; falando do material que a banda estava trabalhando, o vocalista Bono disse que a música era a favorita do produtor Jimmy Iovine. Bono mencionava planos preliminares para o grupo lançar um álbum de acompanhamento, denominado Songs of Ascent, que compreendesse canções das sessões de gravação de No Line, e disse que o primeiro single era destinada para ser "Every Breaking Wave". Entretanto, o projeto foi continuamente adiado, como a banda lutava para completar um álbum para a sua satisfação, sendo limitados por outros compromissos.
Quando o grupo retomaram para a turnê U2 360° Tour, em agosto de 2010, que estreou "Every Breaking Wave" com uma performance ao vivo, tornando-se uma das várias faixas inéditas a ser estreada. Como a banda continuou a gravar para o seu próximo álbum de estúdio, a canção foi alterada; depois Ryan Tedder começou a trabalhar como um co-produtor da canção em 2013, sendo uma das faixas que ele mais alterou, já que ele introduziu uma nova melodia no coro e mudando o antigo para ponte da canção. Bono falou que a canção é sobre a dificuldade de uma "pessoa doar-se completamente a uma outra pessoa", com personagens líricos que estão "viciados em classificar o fracasso e renascimento".

## Recepção da crítica
| Críticas profissionais | Críticas profissionais |
| Avaliações da crítica  | Avaliações da crítica  |
| Fonte                  | Avaliação              |
| ---------------------- | ---------------------- |
| Rolling Stone          | [ 8 ]                  |

A Rolling Stone classificou "Every Breaking Wave" na posição de número 3 no ranking de sua lista das "50 Melhores Canções de 2014", chamando-a de uma "forte balada cintilante, que lembra a canção 'With or Without You'", destacando-se como uma "peça central emocional de Innocence". Anteriormente à classificação da canção na revista, Andy Greene, da Rolling Stone, afirmou que a canção "recorda 'All I Want Is You', com Bono fornecendo uma poesia obscura no verso "The sea knows where are the rocks / And drowning is no sin" ("O mar sabe onde estão as rochas / E se afogar não é pecado"), obtendo uma classificação de 4/5 estrelas. Kenneth Partridge, da Billboard, foi mais crítica, afirmando que "'Every Breaking Wave' não é um nenhum tsunami, e nem uma onda, podendo ser tocado ao vivo antes de 'I Still Haven't Found What I'm Looking For'".
Mark Schiff, da AXS, fez uma crítica positiva, dizendo que a canção "possui um coro empolgante" e que, "quando a banda faz refrões empolgantes, geralmente significa uma boa coisa". Alexis Petridis, do The Guardian, afirmou que "a linha de guitarra da faixa carrega um eco da melodia da canção 'Paradise', do Coldplay". Adrian Thrills, do jornal britânico Daily Mail, disse: "As grandes notas da canção na guitarra de The Edge estão prontas para serem tocadas na turnê mundial deste álbum. A voz subindo de Bono ainda é capaz de atingir as maiores notas e o som de The Edge ainda é extremamente melódico e incentivante". Brent DiCrescenzo, da Time Out, afirma que "a canção começa desesperadamente como 'With or Without You', mas inocentemente soa com o novo Coldplay".

## Vídeo da música
O vídeo oficial da canção é uma versão cortada de quatro minutos e meio dos 13 minutos da curta-metragem de "Every Breaking Wave", sendo dirigida pelo diretor nascido em Belfast, Aoife McArdle. O vídeo dramatiza o conflito na Irlanda do Norte durante a década de 1980, retratando um casal de adolescentes em lados opostos do conflito. McArdle usou o álbum e versões acústicas da canção na curta-metragem, junto com outra canção do álbum "The Troubles". O filme estreou em 12 de fevereiro de 2015, antes do vídeo musical, que foi lançado em 23 de fevereiro.

## Lista de faixas
1. "Every Breaking Wave" (Album Version) – 4:13
2. "Every Breaking Wave" (Acoustic Sessions) – 4:28
3. "Every Breaking Wave" (Radio Mix) – 4:36

## Paradas musicais
| País/Parada (2014–2015)                  | Melhor posição |
| ---------------------------------------- | -------------- |
| Bélgica (Ultratop 50 Flanders)           | 7              |
| Bélgica (Ultratop 40 Valônia)            | 18             |
| Estados Unidos (Alternative Songs)       | 24             |
| Estados Unidos (Adult Alternative Songs) | 7              |
| Estados Unidos (Adult Contemporary)      | 28             |
| Estados Unidos (Rock Airplay)            | 23             |
| Estados Unidos (Rock Songs)              | 38             |
| França (SNEP)                            | 93             |
| Islândia (Tónlist)                       | 30             |

## Certificações
| Região                                                                                                  | Certificação | Vendas   |
| --- | ------------ | -------- |
| Brasil (Pro-Música Brasil)                                                                              | 2× Diamante  | 500,000* |
| Itália (FIMI)                                                                                           | Ouro         | 15 000*  |
| Países Baixos (NVPI)                                                                                    | Platina      | 30,000^  |
| *números de vendas baseados somente na certificação ^números de vendas baseados somente na certificação |              |          |

## Pessoal
| U2 - Bono – vocal, dulcimer - The Edge – guitarra, teclados - Adam Clayton – baixo - Larry Mullen Jr. – bateria, percussão Performance adicional - Ryan Tedder – teclados - Danger Mouse – teclados - Declan Gaffney – teclados | Técnica - Produção – Danger Mouse, Ryan Tedder - Produção adicional – Declan Gaffney - Engenharia de áudio – Declan Gaffney - Assistência de engenharia – Adam Durbridge - Engenharia adicional – Kennie Takahashi - Mixagem – Tom Elmhirst, Ben Baptie |